# اندیس ماسه سنگ سیلیسی کوه ایلوک سر آقا سید
ماسه سنگ سیلیسی کوه ایلوک سر آقا سید یک اندیس غیرفلزی است که در حوالی شهر فریدون‌شهر (اصفهان) و در استان چهارمحال و بختیاری قرار دارد و مادهٔ معدنی موجود در آن، سیلیس است. سنگ میزبان این اندیس ماسه سنگ است و دیرینگی آن به دوران پرمین می‌رسد.